# Kujórskaia
Kujórskaia - Кужорская (rus) és una stanitsa de la República d'Adiguèsia, a Rússia. Es troba a la confluència dels rius Kujora i Seral, a 20 km al nord de Tulski i a 17 km al nord-est de Maikop, la capital de la república.
Pertanyen a aquest municipi el khútor de Karmir-Astkh i el possiólok de Triókhretxni.